# Raquel Alonso
Raquel Lourdes Alonso Hernández, née le 11 avril 1991, est une femme politique espagnole membre du Parti populaire (PP).
Elle devient députée de la circonscription de Valladolid en novembre 2016.

## Biographie

### Études et profession
Elle réalise des études d'architecte à l'École technique supérieure de l'université de Valladolid, en Castille-et-León, et achève sa formation par l'obtention d'une spécialisation en urbanisme, développement urbain et architectonique de l'université de Hambourg en Allemagne. Titulaire d'un diplôme de musique, de spécialité piano, obtenu dans un conservatoire privé, elle possède des connaissances avancées en langue anglaise et un niveau intermédiaire en allemand. Elle travaille comme architecte au sein d'une entreprise de Valladolid.

### Activités politiques
Conseillère municipale d'Alaejos, elle est investie deuxième suppléante d'Alberto Gutiérrez Alberca en vue des élections générales de décembre 2015,. Dans le cadre du scrutin anticipé de juin 2016, elle est placée en troisième position sur la liste au Congrès des députés, conduite par Tomás Burgos dans la circonscription de Valladolid. Elle n'est pas directement élue car le parti ne remporte que deux des cinq sièges en jeu mais elle fait son entrée à la chambre basse des Cortes en novembre suivant après la nomination de Burgos au poste de secrétaire d'État à la Sécurité sociale. Elle devient, à 25 ans, la plus jeune députée de la législature. Membre de la commission des Droits de l'enfance et de l'adolescence, de la commission de la Science, de l'Innovation et de l'Enseignement supérieur ainsi que de celle bicamérale chargée de l'Étude du problème des drogues, elle exerce les responsabilités de porte-parole adjointe des élus PP à la commission de l'Équipement.